# Kreis Eberswalde
Der Kreis Eberswalde war von 1952 bis 1990 ein Kreis im Bezirk Frankfurt (Oder) in der DDR. Er bestand von 1990 bis 1993 als Landkreis Eberswalde im Land Brandenburg fort. Er wurde aus Teilen der alten preußischen Landkreise Oberbarnim und Angermünde gebildet und ging 1993 im neuen brandenburgischen Landkreis Barnim auf. Die Gemeinde Bölkendorf kam an den Landkreis Uckermark.
Der Sitz der Kreisverwaltung befand sich in Eberswalde, von 1970 bis Mitte 1993 in Eberswalde-Finow.

## Geographie

### Nachbarkreise
Der Kreis Eberswalde grenzte an die Kreise Bernau, Freienwalde, Angermünde (alle im Bezirk Frankfurt (Oder)) und Templin im Bezirk Neubrandenburg sowie im Osten mit der Oder an Polen.

## Geschichte
Im Zuge der Verwaltungsreform der DDR vom 25. Juli 1952 wurde der Kreis Eberswalde aus Teilen der bisherigen Landkreise Oberbarnim und Angermünde sowie des Stadtkreises Eberswalde neu errichtet.  Erster Vorsitzender des Rates des Kreises war der vorherige Landrat von Oberbarnim Karl Tessen. Am 1. Januar 1957 wechselten die Gemeinden Glambeck und Stolzenhagen aus dem Kreis Angermünde in den Kreis Eberswalde. 
Mit der Wiedervereinigung 1990 wurde der Kreis Eberswalde ein Landkreis nach deutschem Kommunalrecht. Bereits vorher am 17. Mai 1990 wurde der Kreis formal in Landkreis Eberswalde umbenannt. Ab dem 3. Oktober 1990 gehörte er zum Land Brandenburg. Kreisstadt war die Stadt Eberswalde-Finow.

## Kreisangehörige Gemeinden und Städte
Aufgeführt sind alle Orte, die am 25. Juli 1952 eigenständige Gemeinden waren. Eingerückt sind Gemeinden, die bis zum 5. Dezember 1993 ihre Eigenständigkeit verloren und in größere Nachbargemeinden eingegliedert wurden.
- Altenhof
- Althüttendorf
- Bölkendorf (heute Ortsteil von Angermünde)
- Britz
- Brodowin (heute Ortsteil von Chorin)
- Chorin
- Eberswalde (schloss sich am 22. März 1970 mit Finow zu Eberswalde-Finow zusammen[3], am 1. Juli 1993 wurde die Stadt wieder in Eberswalde umbenannt[3]), Kreisstadt
- Eichhorst (heute Ortsteil der Gemeinde Schorfheide)
  - Finow (schloss sich am 22. März 1970 mit Eberswalde zu Eberswalde-Finow zusammen[3]) (heute Ortsteil von Eberswalde)
- Finowfurt (heute Ortsteil der Gemeinde Schorfheide)
- Friedrichswalde
  - Glambeck (schloss sich am 1. April 1959 mit Parlow zu Parlow-Glambeck zusammen[3]) (heute Wohnplatz in Friedrichswalde)
- Golzow (heute Ortsteil von Chorin)
- Groß-Ziethen (heute Ortsteil von Ziethen)
- Grüntal (heute Ortsteil von Sydower Fließ)
- Hohenfinow
- Joachimsthal
- Klein Ziethen (heute Ortsteil von Ziethen)
  - Klobbicke (schloss sich am 19. Mai 1974 mit Tuchen zu Tuchen-Klobbicke zusammen[3])
- Lichterfelde (heute Ortsteil der Gemeinde Schorfheide)
- Liepe
- Lüdersdorf (heute Ortsteil von Parsteinsee)
- Lunow (heute Ortsteil von Lunow-Stolzenhagen)
- Melchow (seit dem 17. September 1961 mit Ortsteil Schönholz[3])
  - Neuendorf (wurde am 17. September 1961 nach Oderberg eingemeindet[3]) (heute Wohnplatz Oderberg-Neuendorf)
- Neuehütte (seit 27. September 1998 Ortsteil von Chorin)
- Neugrimnitz (seit 1. Januar 2003 Ortsteil von Althüttendorf)
- Niederfinow
- Oderberg (seit 17. September 1961 mit Ortsteil Neuendorf[3])
  - Parlow (schloss sich am 1. April 1959 mit Glambeck zu Parlow-Glambeck zusammen[3]) (heute Wohnplatz in Friedrichswalde)
- Parlow-Glambeck (heute Ortsteil von Friedrichswalde)
- Parstein (heute Ortsteil von Parsteinsee)
- Sandkrug (heute Ortsteil von Chorin)
  - Schönholz (wurde am 17. September 1961 nach Melchow eingemeindet[3]) (heute Ortsteil von Melchow)
- Senftenhütte (heute Ortsteil von Chorin)
- Serwest (heute Ortsteil von Chorin)
- Sommerfelde (heute Ortsteil von Eberswalde)
- Spechthausen (heute Ortsteil von Eberswalde)
- Stolzenhagen (heute Ortsteil von Lunow-Stolzenhagen)
- Tornow (heute Ortsteil von Eberswalde)
- Trampe (heute Ortsteil von Breydin)
  - Tuchen (schloss sich am 19. Mai 1974 mit Klobbicke zu Tuchen-Klobbicke zusammen[3])
- Tuchen-Klobbicke (heute Ortsteil von Breydin)
- Werbellin (heute Ortsteil der Gemeinde Schorfheide)

1992 bilden sich die Verwaltungsgemeinschaften Amt Barnim-Nord, Amt Britz-Chorin, Amt Oderberg, Amt Joachimsthal (Schorfheide) und Amt Biesenthal-Barnim (zusammen mit Gemeinden des Landkreises Bernau). Bölkendorf schloss sich mit 21 anderen Gemeinden des Kreises Angermünde zum Amt Angermünde-Land zusammen.
Im Zuge der Kreisreform in Brandenburg ging der Landkreis Eberswalde am 6. Dezember 1993 zusammen mit den Landkreisen Bernau und Bad Freienwalde im neuen brandenburgischen Landkreis Barnim auf.

## Vorsitzende des Rates des Kreises
- 1952 bis 1954 Karl Tessen
- 1954 bis 1956 Fritz Ebert[4]
- 1956 bis 1957 Fred Otto Hirsch (amtierend)[4]
- 1957 bis 1960 Artur Otto Ernst Skrodzki[4]
- 1960 bis 1964 Hermann Heinrich August Mattscherodt[4]
- 1964 bis 1973 Erich Paul Krause[4]
- 1973 bis 1976 Gerhard Emil Wienke[4]
- 1976 bis 1981 Horst Copitzky[4]
- 1981 bis 1989 Horst Kurt Schmidt[4]
- 1989 bis 1990 Dr. Herbert Schneegaß[4]
- 1990 bis 1993 Bodo Horst Ihrke (Landrat)[4]

## Kfz-Kennzeichen
Den Kraftfahrzeugen (mit Ausnahme der Motorräder) und Anhängern wurden von etwa 1974 bis Ende 1990 dreibuchstabige Unterscheidungszeichen, die mit den Buchstabenpaaren EF und EG begannen, zugewiesen. Die letzte für Motorräder genutzte Kennzeichenserie war ES 00-01 bis ES 10-45.
Anfang 1991 erhielt der Landkreis das Unterscheidungszeichen EW. Es wurde bis Ende 1993 ausgegeben. Seit dem 19. März 2013 ist es im Landkreis Barnim erhältlich.